# Chloranthelia
Chloranthelia là một chi rêu trong họ Lepidoziaceae.